# كرايسس بيت
كرايسس بيت، هي لعبة فيديو يابانية، من تطوير ونشر شركة بانداي، صدرت اللعبة في الأسواق العالمية سنة 1998، وتعمل حصراً لمنصة بلاي ستيشن.